# Petraliella buski
Petraliella buski is een mosdiertjessoort uit de familie van de Petraliidae. De wetenschappelijke naam van de soort is voor het eerst geldig gepubliceerd in 1936 door Stach.